# Puck (comics)
Pour les articles homonymes, voir Puck.
Eugene Judd, alias Puck est un super-héros évoluant dans l'univers Marvel de la maison d'édition Marvel Comics. Créé par John Byrne (scénario et dessins), le personnage de fiction apparaît pour la première fois dans le comic book Alpha Flight (vol. 1) #1 en août 1983.
Puck a été un des membres de la Division Alpha.

## Biographie du personnage

### Origines
Eugene Judd naît au Canada en 1914 à Saskatoon, dans la Saskatchewan. Il passe sa jeunesse à vivre de petits boulots et d'aventures en Europe, particulièrement en Espagne durant la guerre civile espagnole. Ses origines de super-héros remontent au jour où il est engagé pour voler la Lame noire de Bagdad. La « lame » est en fait une prison pour un ancien sorcier appelé Razer, que Judd libère accidentellement.
Il réussit à emprisonner Razer en utilisant d'anciennes formules mystiques, conjuguées avec l'énergie de sa propre force vitale. Ce faisant, sa taille se trouve réduite à environ 1,07 m mais il obtient en contrepartie une grande longévité. Razer, tentant de s'enfuir en permanence, Judd doit apprendre à contrôler la douleur que subit son corps grâce au yoga tantrique. Il apprend aussi la tauromachie et la lutte.
Il devient ensuite mercenaire, garde-du-corps, espion et videur. Durant sa longue carrière, il a une fille nommé Zuzha qu'il doit abandonner à la naissance, il rencontre la très jeune Natasha Romanova (la future Veuve noire), puis Domino.

### Membre de la Division Alpha
Quelques années plus tard, James Hudson (Guardian) l'engage au sein de la Division Beta. Judd adopte alors le nom de code de Puck à cause de sa taille réduite, sa nationalité canadienne et son style remarquable de combat acrobatique.
Il rejoint ensuite la Division Alpha. À la mort de Hudson, il se rapproche de sa veuve, Heather (Vindicator).
Il combat par la suite Lady Deathstrike et Deadly Ernest, puis retrouve même un temps une taille normale. Mais il choisit de rester une prison pour Razer.

### Après la dissolution
Quand la Division Alpha est dissoute par le gouvernement canadien, Puck reprend son travail de videur dans un bar, mais rejoint vite une nouvelle équipe Alpha qui combat le Zodiaque, un groupe terroriste. Sans le savoir, Judd est forcé de rester dans l'équipe, conditionné mentalement par le Département H, peu scrupuleux.
Quand Heather Hudson s'aperçut que son mari n'était en fait qu'un clone synthétique, elle casse leur relation et part vivre avec Judd.
Avec d'anciens membres de la Division Alpha, Puck tente de stopper le Collectif, sans succès. Il est apparemment le seul survivant avec Sasquatch.

## Pouvoirs et capacités
À l’origine, Puck ne possédait aucun super-pouvoir, s'il on fait exception de sa taille réduite magiquement. Par la suite, après avoir eu son corps rapetissé de sa taille d’origine à celle d'un nain, et à la suite des expériences scientifiques pratiquées par le Maître, Puck a obtenu des caractéristiques physiques surhumaines incluant une force, une vitesse et une résistance aux blessures. Les limites exactes de ces capacités n’ont jamais été déterminées. Par ailleurs, son espérance de vie a été grandement prolongée avec l’influence de Raazer ; depuis qu'il est indépendant de lui, il n’est pas sûr qu’il ait conservé cet avantage. 
En complément de ses pouvoirs, Eugene Judd est un athlète et un gymnaste de très bon niveau. C'est également un très bon combattant à mains nues, animé d’une force mentale exceptionnelle et d’une volonté de vaincre quasi inébranlable.
- Puck est plus fort, plus résistant et plus endurant qu'un être humain normal. Son degré de force est inconnu mais il semble pouvoir soulever plusieurs tonnes.
- Il vieillit très lentement. Il a eu le loisir d'apprendre la tauromachie, l'escalade, la lutte, dix-sept langues étrangères (notamment le japonais, le russe et le tibétain, qu'il parle très bien) mais aussi la méditation, ce qui lui permet de résister au froid mordant du grand Nord canadien et de ralentir son rythme cardiaque.
- En dépit de sa taille réduite et de sa morphologie, son agilité naturelle fait de lui un véritable athlète, très doué pour la lutte, le combat au corps à corps et les acrobaties. Sa rapidité est surprenante. L’une de ses tactiques favorites est de faire la roue à toute vitesse, percutant de plein fouet ses ennemis pour les déséquilibrer ; il peut ainsi faire chuter un homme de taille normale facilement[1].

## Zuzha Yu
En 2004, Marvel Comics lance une nouvelle série Alpha Flight dans laquelle est incorporée une fille appelée Puck. La série est abandonnée avant que son passé ait été réellement dévoilé.
Le personnage, dont le véritable nom est Zuzha Yu, travaille dans un bar près de l'Université McGill à Montréal, et est semble-t-il la fille du premier Puck. Elle accepte de rejoindre la nouvelle Division Alpha après avoir perdu au bras-de-fer contre Walter Langkowski, alias Sasquatch. Elle serait décédée lors de l'arrivée du Collectif.